# A Night to Remember (1958)
A Night to Remember is een Britse speelfilm uit 1958, over de ondergang van de RMS Titanic in de nacht van 14 op 15 april 1912. De film werd geproduceerd door William MacQuitty. De regisseur was Roy Baker. Het scenario van de film werd geschreven door Eric Ambler. Model voor het scenario stond het gelijknamige boek A Night to Remember van Walter Lord.
De hoofdrol in de film was voor Kenneth More die de rol van tweede stuurman Charles Herbert Lightoller op zich nam. Onder de niet genoemde acteurs, zijn onder andere Sean Connery die een matroos speelt en Desmond Llewelyn die ook een rol als bemanningslid heeft. Een andere acteur die niet genoemd wordt is Bernard Fox, die de rol van uitkijk Frederick Fleet voor zijn rekening nam. Deze acteur speelde ook de rol van Kolonel Gracie in de Titanic film uit 1997.

## Inhoud
De film toont de reis en de ondergang van de Titanic vanuit het perspectief van verschillende passagiers en bemanningsleden.
Tijdens haar reis ontvangt de Titanic meerdere waarschuwingen voor ijsbergen van andere schepen, maar kapitein Smith negeert deze en beveelt om op volle snelheid door te varen. In de nacht van 14 april ziet Frederick Fleet, die de uitkijkpost bemant, recht voor het schip een ijsberg opduiken. Een poging om nog eromheen te sturen mislukt en door de botsing scheurt de romp bij vijf compartimenten open. Scheepsbouwer Thomas Andrews controleert de schade en concludeert dat het schip spoedig zal zinken. Een evacuatie wordt op touw gezet maar er blijken al snel niet genoeg reddingsboten.
Smith laat een noodsignaal uitsturen, maar het enige schip in de buurt (volgens de film de Californian) hoort de oproep niet doordat de marconist niet op zijn plek zit. Een ander schip, de Carpathia, vangt het bericht wel op en zet koers naar de Titanic. Veel vrouwen en kinderen zien ertegen op om in de propvolle, kleine reddingsboten te gaan zitten en moeten er soms toe gedwongen worden. Veel mannen proberen ook een plekje in de boten te bemachtigen. Bovendien worden de derdeklasreizigers geweigerd.
Nadat de Titanic geheel onder water verdwijnt, weten nog maar een paar overlevenden de laatste twee op het water drijvende reddingsboten te bemachtigen. De Carpathia arriveert bijna twee uur later en pikt de overlevenden op.

## Rolverdeling
Bemanning
| Acteur            | Personage                    |
| ----------------- | ---------------------------- |
| Laurence Naismith | Kapitein Smith               |
| Richard Leech     | 1ste stuurman Murdoch        |
| Kenneth More      | 2de stuurman Lightoller      |
| Jane Downs        | Mevrouw Lightoller           |
| Jack Watling      | 4de stuurman Boxhall         |
| Howard Pays       | 5de stuurman Lowe            |
| Michael Bryant    | 6de stuurman Moody           |
| Kenneth Griffith  | 1ste telegrafist Phillips    |
| David McCallum    | 2de telegrafist Bride        |
| John Tomelty      | Dr. William O'Loughlin       |
| George Ross       | Chief Baker Joughin          |
| Cyril Chamberlain | Kwartiermeester Rowe         |
| Andrew Keir       | 2nd Engineer Hesketh         |
| Richard Hayward   | Chief steward                |
| Edward Malin      | Eetzaalsteward               |
| Roger Avon        | Uitkijk Lee                  |
| Bernard Fox       | Uitkijk Fleet                |
| Charles Belchie)  | Orkestleider Wallace Hartley |
| Sean Connery      | Matroos                      |

Bemanning van Carpathia
| Acteur           | Personage          |
| ---------------- | ------------------ |
| Anthony Bushell  | Kapitein Rostron   |
| Alec McCowen     | Telegrafist Cottam |
| Gerald Harper    | 3de stuurman       |
| Philip Ray       | Reverend Anderson  |
| George A. Cooper | Purser             |

Bemanning van Californian
| Acteur           | Personage                    |
| ---------------- | ---------------------------- |
| Russell Napier   | Kapitein Lord                |
| Geoffrey Bayldon | Telegrafist Evans            |
| Harold Siddons   | 2de stuurman Stone           |
| Tim Turner       | 3de stuurman Groves          |
| Barry MacGregor  | Stuurman in opleiding Gibson |

Passagiers
| Acteur             | Personage                   |
| ------------------ | --------------------------- |
| Robert Ayres       | Majoor Peuchen              |
| Frank Lawton       | Directeur Ismay             |
| Michael Goodliffe  | Scheepsontwerper Andrews    |
| Tucker McGuire     | Mevrouw Margaret Brown      |
| Ronald Allen       | De Heer Clarke              |
| Jill Dixon         | Mevrouw Clarke              |
| John Merivale      | De Heer Lucas               |
| Honor Blackman     | Mevrouw Lucas               |
| Pauline Challoner  | Mejuffrouw Lucas            |
| Gay Emma           | Mejuffrouw Lucas            |
| Stephen Lowe       | Jongeheer Lucas             |
| John Cairney       | De Heer Murphy              |
| James Dyrenforth   | Kolonel Gracie              |
| Patrick Waddington | Sir Richard                 |
| Harriette Johns    | Lady Richard                |
| Ralph Michael      | De Heer Yates               |
| Redmond Phillips   | De Heer Hoyle               |
| Richard Clarke     | De Heer Gallagher           |
| Patrick McAlinney  | De Heer Farrell             |
| Bee Duffell        | Mevrouw Farrell             |
| Harold Goldblatt   | De Heer Benjamin Guggenheim |
| Danuta Karell      | Poolse moeder               |
| Christina Lubicz   | Poolse dochter              |
| Mary Monahan       | Kate                        |
| Meier Tzelniker    | De Heer Straus              |
| Helen Misener      | Mevrouw Straus              |
| Olwen Brookes      | Mejuffrouw Evans            |
| Henry Campbell     | De Heer Stead               |
| Teresa Thorne      | Mejuffrouw Russell          |

## Achtergrond
Een aantal overlevenden en nabestaanden van de ramp heeft medewerking verleend bij het maken van de film. Onder hen waren de vierde stuurman Joseph Groves Boxhall en eersteklaspassagier Edith Russell. Volgens Kenneth More was geen van de watertanks bij Pinewood Studios groot genoeg om de scènes waarin het schip zinkt te filmen, dus werden deze opnames buiten gefilmd in het openluchtzwembad in Ruislip Lido.
A Night to Remember wordt door critici en kenners nog steeds gezien als de beste Titanic-film tot de film van James Cameron uit 1997, en de meest historisch correcte verfilming van de ramp. Vooral de weergave van het verschil in sociale klasse zoals die in 1912 nog sterk gold werd geprezen door critici.

## Prijzen en nominaties
In 1959 won A Night to Remember een Golden Globe voor beste Engelstalige buitenlandse film. Datzelfde jaar werd de film genomineerd voor een Golden Laurel voor Top Cinematography - Black and White.